# Iwan Bielajew (generał)
Iwan Timofiejewicz Bielajew, ros. Иван Тимофеевич Беляев (ur. w 1875 w Petersburgu w Rosji, zm. 19 stycznia 1957 w Asunción w Paragwaju) – rosyjski generał, honorowy obywatel Paragwaju. Uczestnik I wojny światowej i wojny domowej w Rosji, kawaler orderu św. Jerzego. Walczył w Białej Armii na południu Rosji. W czasie wojny Paragwaju z Boliwią (1932-1935), razem z innymi rosyjskimi oficerami, walczył po stronie Paragwaju. Wraz z rosyjskim generałem Ernem zaprojektował szereg ziemnych umocnień przyczyniając się do sukcesów wojsk paragwajskich.
W 1937 zakończył służbę wojskową. Zajął się walką o prawa paragwajskich Indian. Stanął na czele narodowego komitetu do spraw Indian. Nie dostał funduszy ani ziemi na organizację indiańskiej kolonii. Wkrótce został usunięty ze stanowiska. W kwietniu 1938 w teatrze narodowym w Asunción odbyła się premiera pierwszego w historii Ameryki indiańskiego teatru o udziale Indian w wojnie o Chaco. Czterdziestoosobowa ekipa teatralna kierowana przez Bielajewa wyjechała wkrótce do Buenos Aires, gdzie odniosła duży sukces. W październiku 1943 Bielajew uzyskał wreszcie środki na założenie kolonii. W roku następnym został przywrócony na stanowisko dyrektora narodowego komitetu do spraw Indian. Przyznano mu tytuł generalnego administratora indiańskich kolonii.
Bielajew zajmował się badaniami w dziedzinie geografii, etnografii, antropologii i lingwistyki.